# Mycorrhaphium adustum
Mycorrhaphium adustum är en svampart som först beskrevs av Ludwig David von Schweinitz, och fick sitt nu gällande namn av Rudolf Arnold Maas Geesteranus 1962. Mycorrhaphium adustum ingår i släktet Mycorrhaphium och familjen Meruliaceae.   Inga underarter finns listade i Catalogue of Life.